# Lucayské souostroví
Lucayské souostroví (někdy též: Bahamské souostroví) je souostroví, na němž se rozkládá Bahamské společenství a britské zámořské území Turks a Caicos. Souostroví leží v Sargasovém moři severně od souostroví Velké Antily. Geografický název Lucayan je používán také pro původní indiánské obyvatelstvo. Souostroví je kulturně a historicky součástí Západní Indie, ale nikoliv Karibiku, protože nesousedí s Karibským mořem. Na rozdíl od souostroví Antily je Lucayské souostroví tvořeno převážně korálovými ostrovy.

## Státy
| Jméno          | Rozloha v km² | Obyvatelé                                               |
| -------------- | ------------- | ------------------------------------------------------- |
| Bahamy         | 13 939        | 353 000 (2010, zdroj: Bahamas Department of Statistics) |
| Turks a Caicos | 00497         | 041 000 (2011)                                          |